# Tournoi de tennis de Madras
Le tournoi de Madras est un tournoi de tennis du circuit ATP (masculin) créé en 1996. Les terrains utilisés sont en dur. Il se déroule en Inde au début du mois de janvier, deux semaines avant l'Open d'Australie (premier Grand Chelem de la saison). Chaque match se dispute en deux sets gagnants (y compris la finale).
La première édition en 1996 s'est déroulée à New Delhi.
En 2018, le tournoi est rétrogradé en catégorie Challenger et se joue dorénavant au mois de février.
Une première édition féminine se déroule en 2022.

## Palmarès Messieurs

### Simple
| No | Date       | Nom et lieu du tournoi      | Catégorie    | Dotation  | Surface    | Vainqueur             | Finaliste              | Score            |         |
| -- | ---------- | --------------------------- | ------------ | --------- | ---------- | --------------------- | ---------------------- | ---------------- | ------- |
| 1  | 08-04-1996 | India Open, New Delhi       | World Series | 405 000 $ | Dur (ext.) | Thomas Enqvist        | Byron Black            | 6-2, 7-63        |         |
| 2  | 07-04-1997 | Gold Flake Open, Madras     | World Series | 405 000 $ | Dur (ext.) | Mikael Tillström      | Alex Rădulescu         | 6-4, 4-6, 7-5    |         |
| 3  | 06-04-1998 | Gold Flake Open, Madras     | Int' Series  | 405 000 $ | Dur (ext.) | Patrick Rafter        | Mikael Tillström       | 6-3, 6-4         |         |
| 4  | 05-04-1999 | Gold Flake Open, Madras     | Int' Series  | 405 000 $ | Dur (ext.) | Byron Black           | Rainer Schüttler       | 6-4, 1-6, 6-3    |         |
| 5  | 03-01-2000 | Gold Flake Open, Madras     | Int' Series  | 405 000 $ | Dur (ext.) | Jérôme Golmard        | Markus Hantschk        | 6-3, 66-7, 6-3   | Tableau |
| 6  | 01-01-2001 | Gold Flake Open, Madras     | Int' Series  | 375 000 $ | Dur (ext.) | Michal Tabara         | Andrei Stoliarov       | 6-2, 7-64        | Tableau |
| 7  | 31-12-2001 | Tata Open, Madras           | Int' Series  | 375 000 $ | Dur (ext.) | Guillermo Cañas       | Paradorn Srichaphan    | 6-4, 7-62        | Tableau |
| 8  | 30-12-2002 | Tata Open, Madras           | Int' Series  | 355 000 $ | Dur (ext.) | Paradorn Srichaphan   | Karol Kučera           | 6-3, 6-1         | Tableau |
| 9  | 05-01-2004 | Chennai Open, Madras        | Int' Series  | 355 000 $ | Dur (ext.) | Carlos Moyà           | Paradorn Srichaphan    | 6-4, 3-6, 7-65   | Tableau |
| 10 | 03-01-2005 | Chennai Open, Madras        | Int' Series  | 355 000 $ | Dur (ext.) | Carlos Moyà           | Paradorn Srichaphan    | 3-6, 6-4, 7-65   | Tableau |
| 11 | 02-01-2006 | Chennai Open, Madras        | Int' Series  | 355 000 $ | Dur (ext.) | Ivan Ljubičić         | Carlos Moyà            | 7-66, 6-2        | Tableau |
| 12 | 01-01-2007 | Chennai Open, Madras        | Int' Series  | 391 000 $ | Dur (ext.) | Xavier Malisse        | Stefan Koubek          | 6-1, 6-3         | Tableau |
| 13 | 31-12-2007 | Chennai Open, Madras        | Int' Series  | 411 000 $ | Dur (ext.) | Mikhail Youzhny       | Rafael Nadal           | 6-0, 6-1         | Tableau |
| 14 | 05-01-2009 | Chennai Open, Madras        | ATP 250      | 398 250 $ | Dur (ext.) | Marin Čilić           | Somdev Devvarman       | 6-4, 7-63        | Tableau |
| 15 | 04-01-2010 | Aircel Chennai Open, Madras | ATP 250      | 398 250 $ | Dur (ext.) | Marin Čilić           | Stanislas Wawrinka     | 7-62, 7-63       | Tableau |
| 16 | 03-01-2011 | Aircel Chennai Open, Madras | ATP 250      | 398 250 $ | Dur (ext.) | Stanislas Wawrinka    | Xavier Malisse         | 7-5, 4-6, 6-1    | Tableau |
| 17 | 02-01-2012 | Aircel Chennai Open, Madras | ATP 250      | 398 250 $ | Dur (ext.) | Milos Raonic          | Janko Tipsarević       | 64-7, 7-64, 7-64 | Tableau |
| 18 | 31-12-2012 | Aircel Chennai Open, Madras | ATP 250      | 385 150 $ | Dur (ext.) | Janko Tipsarević      | Roberto Bautista-Agut  | 3-6, 6-1, 6-3    | Tableau |
| 19 | 30-12-2013 | Aircel Chennai Open, Madras | ATP 250      | 399 985 $ | Dur (ext.) | Stanislas Wawrinka    | Édouard Roger-Vasselin | 7-5, 6-2         | Tableau |
| 20 | 05-01-2015 | Aircel Chennai Open, Madras | ATP 250      | 403 495 $ | Dur (ext.) | Stanislas Wawrinka    | Aljaž Bedene           | 6-3, 6-4         | Tableau |
| 21 | 04-01-2016 | Aircel Chennai Open, Madras | ATP 250      | 425 535 $ | Dur (ext.) | Stanislas Wawrinka    | Borna Ćorić            | 6-3, 7-5         | Tableau |
| 22 | 02-01-2017 | Aircel Chennai Open, Madras | ATP 250      | 447 480 $ | Dur (ext.) | Roberto Bautista-Agut | Daniil Medvedev        | 6-3, 6-4         | Tableau |
| 23 | 12-02-2018 | Chennai Open, Madras        | Challenger   | 50 000 $  | Dur (ext.) | Jordan Thompson       | Yuki Bhambri           | 7-5, 3-6, 7-5    |         |
| 24 | 04-02-2019 | Chennai Open, Madras        | Challenger   | 54 160 $  | Dur (ext.) | Corentin Moutet       | Andrew Harris          | 6-3, 6-3         |         |

### Double
| No | Date       | Nom et lieu du tournoi      | Catégorie    | Dotation    | Surface    | Vainqueurs                            | Finalistes                              | Score             |         |
| -- | ---------- | --------------------------- | ------------ | ----------- | ---------- | ------------------------------------- | --------------------------------------- | ----------------- | ------- |
| 1  | 08-04-1996 | India Open, New Delhi       | World Series | 405 000 $   | Dur (ext.) | Jonas Björkman Nicklas Kulti          | Byron Black Sandon Stolle               | 4-6, 6-4, 6-4     |         |
| 2  | 07-04-1997 | Gold Flake Open, Madras     | World Series | 405 000 $   | Dur (ext.) | Mahesh Bhupathi Leander Paes          | Oleg Ogorodov Eyal Ran                  | 7-6, 7-5          |         |
| 3  | 06-04-1998 | Gold Flake Open, Madras     | Int' Series  | 405 000 $   | Dur (ext.) | Mahesh Bhupathi Leander Paes          | Olivier Delaitre Max Mirnyi             | 6-7, 6-3, 6-2     |         |
| 4  | 05-04-1999 | Gold Flake Open, Madras     | Int' Series  | 405 000 $   | Dur (ext.) | Mahesh Bhupathi Leander Paes          | Wayne Black Neville Godwin              | 4-6, 7-5, 6-4     |         |
| 5  | 03-01-2000 | Gold Flake Open, Madras     | Int' Series  | 405 000 $   | Dur (ext.) | Julien Boutter Christophe Rochus      | Srinath Prahlad Saurav Panja            | 7-5, 6-1          | Tableau |
| 6  | 01-01-2001 | Gold Flake Open, Madras     | Int' Series  | 375 000 $   | Dur (ext.) | Byron Black Wayne Black               | Barry Cowan Mosé Navarra                | 6-4, 6-3          | Tableau |
| 7  | 31-12-2001 | Tata Open, Madras           | Int' Series  | 375 000 $   | Dur (ext.) | Mahesh Bhupathi Leander Paes          | Tomáš Cibulec Ota Fukárek               | 5-7, 6-2, 7-5     | Tableau |
| 8  | 30-12-2002 | Tata Open, Madras           | Int' Series  | 355 000 $   | Dur (ext.) | Julian Knowle Michael Kohlmann        | František Čermák Leoš Friedl            | 7-61, 7-63        | Tableau |
| 9  | 05-01-2004 | Chennai Open, Madras        | Int' Series  | 355 000 $   | Dur (ext.) | Rafael Nadal Tommy Robredo            | Jonathan Erlich Andy Ram                | 7-63, 4-6, 6-3    | Tableau |
| 10 | 03-01-2005 | Chennai Open, Madras        | Int' Series  | 355 000 $   | Dur (ext.) | Lu Yen-hsun Rainer Schüttler          | Mahesh Bhupathi Jonas Björkman          | 7-5, 4-6, 7-64    | Tableau |
| 11 | 02-01-2006 | Chennai Open, Madras        | Int' Series  | 355 000 $   | Dur (ext.) | Michal Mertiňák Petr Pála             | Prakash Amritraj Rohan Bopanna          | 6-2, 7-5          | Tableau |
| 12 | 01-01-2007 | Chennai Open, Madras        | Int' Series  | 391 000 $   | Dur (ext.) | Xavier Malisse Dick Norman            | Rafael Nadal Bartolomé Salvá-Vidal      | 7-64, 7-64        | Tableau |
| 13 | 31-12-2007 | Chennai Open, Madras        | Int' Series  | 411 000 $   | Dur (ext.) | Sanchai Ratiwatana Sonchat Ratiwatana | Márcos Baghdatís Marc Gicquel           | 6-4, 7-5          | Tableau |
| 14 | 05-01-2009 | Chennai Open, Madras        | ATP 250      | 398 250 $   | Dur (ext.) | Eric Butorac Rajeev Ram               | Jean-Claude Scherrer Stanislas Wawrinka | 6-3, 6-4          | Tableau |
| 15 | 04-01-2010 | Aircel Chennai Open, Madras | ATP 250      | 398 250 $   | Dur (ext.) | Marcel Granollers Santiago Ventura    | Lu Yen-hsun Janko Tipsarević            | 7-5, 6-2          | Tableau |
| 16 | 03-01-2011 | Aircel Chennai Open, Madras | ATP 250      | 398 250 $   | Dur (ext.) | Mahesh Bhupathi Leander Paes          | Robin Haase David Martin                | 6-2, 63-7, [10-7] | Tableau |
| 17 | 02-01-2012 | Aircel Chennai Open, Madras | ATP 250      | 398 250 $   | Dur (ext.) | Leander Paes Janko Tipsarević         | Jonathan Erlich Andy Ram                | 6-4, 6-4          | Tableau |
| 18 | 31-12-2012 | Aircel Chennai Open, Madras | ATP 250      | 385 150 $   | Dur (ext.) | Benoît Paire Stanislas Wawrinka       | Andre Begemann Martin Emmrich           | 6-2, 6-1          | Tableau |
| 19 | 30-12-2013 | Aircel Chennai Open, Madras | ATP 250      | 399 985 $   | Dur (ext.) | Johan Brunström Frederik Nielsen      | Marin Draganja Mate Pavić               | 6-2, 4-6, [10-7]  | Tableau |
| 20 | 05-01-2015 | Aircel Chennai Open, Madras | ATP 250      | 403 495 $   | Dur (ext.) | Lu Yen-hsun Jonathan Marray           | Raven Klaasen Leander Paes              | 6-3, 7-64         | Tableau |
| 21 | 04-01-2016 | Aircel Chennai Open, Madras | ATP 250      | 425 535 $   | Dur (ext.) | Oliver Marach Fabrice Martin          | Austin Krajicek Benoît Paire            | 6-3, 7-5          | Tableau |
| 22 | 02-01-2017 | Aircel Chennai Open, Madras | ATP 250      | 425 535 $   | Dur (ext.) | Rohan Bopanna Jeevan Nedunchezhiyan   | Purav Raja Divij Sharan                 | 6-3, 6-4          | Tableau |
| 23 | 12-02-2018 | Chennai Open, Madras        | Challenger   | 50 000 $ +H | Dur (ext.) | Sriram Balaji Vishnu Vardhan          | Cem İlkel Danilo Petrović               | 7-65, 5-7, [10-5] |         |
| 24 | 04-02-2019 | Chennai Open, Madras        | Challenger   | 54 160 $    | Dur (ext.) | Gianluca Mager Andrea Pellegrino      | Matt Reid Luke Saville                  | 6-4, 7-67         |         |

## Palmarès Dames

### Simple
| No | Date       | Nom et lieu du tournoi | Catégorie | Dotation  | Surface    | Vainqueure        | Finaliste     | Score         |         |
| -- | ---------- | ---------------------- | --------- | --------- | ---------- | ----------------- | ------------- | ------------- | ------- |
| 1  | 12-09-2022 | Chennai Open, Chennai  | WTA 250   | 251 750 $ | Dur (ext.) | Linda Fruhvirtová | Magda Linette | 4-6, 6-3, 6-4 | Tableau |

### Double
| No | Date       | Nom et lieu du tournoi | Catégorie | Dotation  | Surface    | Vainqueures                      | Finalistes                      | Score    |         |
| -- | ---------- | ---------------------- | --------- | --------- | ---------- | -------------------------------- | ------------------------------- | -------- | ------- |
| 1  | 12-09-2022 | Chennai Open Chennai   | WTA 250   | 251 750 $ | Dur (ext.) | Gabriela Dabrowski Luisa Stefani | Anna Blinkova Natela Dzalamidze | 6-1, 6-2 | Tableau |